# Malcoha à bec vert
Phaenicophaeus viridirostris
Espèce
Statut de conservation UICN

 LC  : Préoccupation mineure
Synonymes
- Rhopodytes  viridirostris

Le Malcoha à bec vert (Phaenicophaeus viridirostris) est une espèce de malcoha, oiseau de la famille des Cuculidae.
C'est une espèce monotypique (non subdivisée en sous-espèces) précédemment classée dans le genre Rhopodytes Cabanis et Heine, 1863.

## Répartition
Son aire de répartition s'étend sur le Sri Lanka et le sud de l'Inde.